# Großbottwar

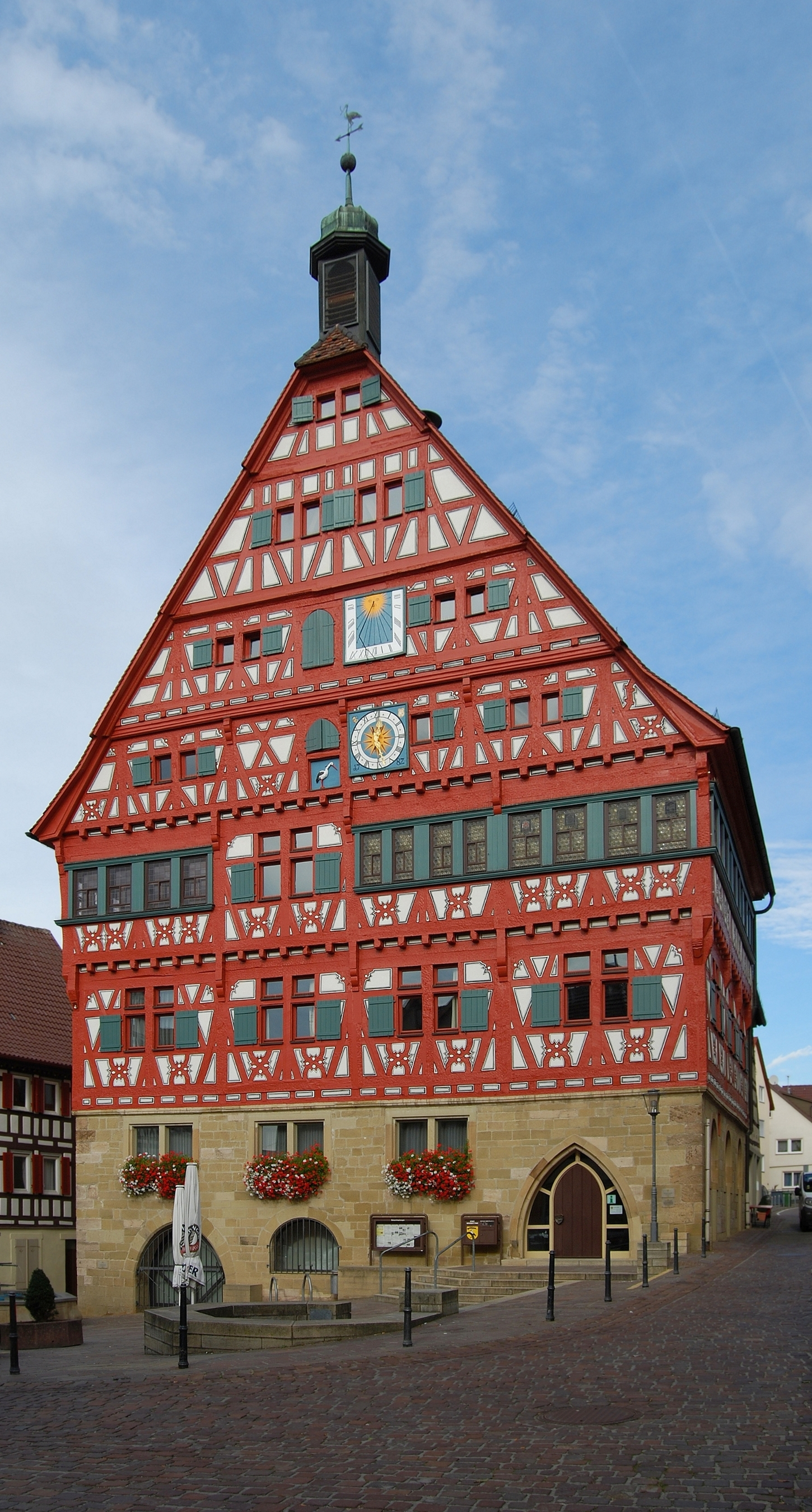
Câmara municipal de Großbottwar

Großbottwar é uma cidade da Alemanha, no distrito de Ludwigsburg, na região administrativa de Estugarda, estado de Baden-Württemberg.